# Festival international du film de Saint-Sébastien 2025
Le festival international du film de Saint-Sébastien 2025, 73e édition du festival (73 edición del Festival de San Sebastian ou 73. Donostiako Zinemaldia) se déroulera du 19 au 27 septembre 2025.

## Déroulement et faits marquants
Les premiers films sélectionnés sont annoncés en juillet 2025.
De nouveaux films sont annoncés le 20 août 2025.

## Sélection

### En compétition
- Historia del buen valle de José Luis Guerín  Espagne
- Los domingos (en) de Alauda Ruiz de Azúa (es)  Espagne
- Los Tigres (en) de Alberto Rodríguez  Espagne
- Maspalomas (en) de Aitor Arregi (es) et Jose Maria Goenaga (eu)  Espagne
- Deux pianos de Arnaud Desplechin  France
- Franz de  Agnieszka Holland  Pologne  République tchèque  Allemagne
- Las corrientes de Milagros Mumenthaler  Suisse  Argentine
- SAI / SAI: Disaster de Yutaro Seki et Kentaro Hirase  Japon
- Couture de Alice Winocour  France

### Hors compétition
- Anatomía de un instante (en) de Alberto Rodríguez  Espagne
- Un fantôme dans la bataille de Agustín Díaz Yanes  Espagne

### Séances spéciales
- Flores para Antonio de Isaki Lacuesta et Elena Molina (ca)  Espagne
- Karmele de Asier Altuna (es)  Espagne
- La suerte (série télévisée) de Paco Plaza et Pablo Guerrero  Espagne

### Nouveaux réalisateurs
Les films de cette sélection sont des premiers ou des seconds longs-métrages.
- Aro berria de Irati Gorostidi Agirretxe  Espagne
- La lucha de José Alayón  Espagne  Colombie

### Horizontes latinos
Les films de cette sélection sont produits entièrement ou en partie en Amérique Latine.
- El mensaje (es) de Iván Fund (en)  Argentine  Espagne  Uruguay
- Le Mystérieux Regard du flamant rose (La misteriosa mirada del flamenco) de Diego Céspedes  Chili  France

### Perles (Perlak)
Les films de cette sélection sont des longs-métrages inédits en salle en Espagne.
- Ciudad sin sueño de Guillermo Galoe  Espagne  France

## Palmarès

### Sélection officielle
- Coquille d'or :
- Prix spécial du jury :
- Coquille d'argent de la meilleure réalisation :
- Coquille d'argent du meilleur premier rôle :
- Coquille d'argent du meilleur second rôle :
- Prix du jury pour la meilleure photographie :
- Prix du jury pour le meilleur scénario :

### Nouveaux réalisateurs
- Prix du meilleur film :

### Horizontes latinos
- Prix du meilleur film :

### Zabaltegi - Tabakalera
- Prix du meilleur film :

### Prix du public
- Prix du meilleur film :

### Prix spéciaux
- Prix Donostia :